# طفل متهاد
الطفل المتهادي أو الطفل الصغير هو الطفل من عمر 12 إلى 36 شهر.سنوات الطفل المتهادي هي سنوات النمو الادراكي والعاطفي والاجتماعي بدرجة كبيرة. الكلمة مشتقة من الفعل «يتهادى» وهو المشي بغير ثبات كما يمشي الطفل في تلك السنوات.

## معالم النمو الرئيسة
| ضغط الدم (مم زئبق)              | الانقباضي                       | 80–110 |
| ضغط الدم (مم زئبق)              | الانبساطي                       | 50–80  |
| معدل نبض القلب (دقة في الدقيقة) | معدل نبض القلب (دقة في الدقيقة) | 90–140 |
| معدل التنفس                     | معدل التنفس                     | 20–40  |

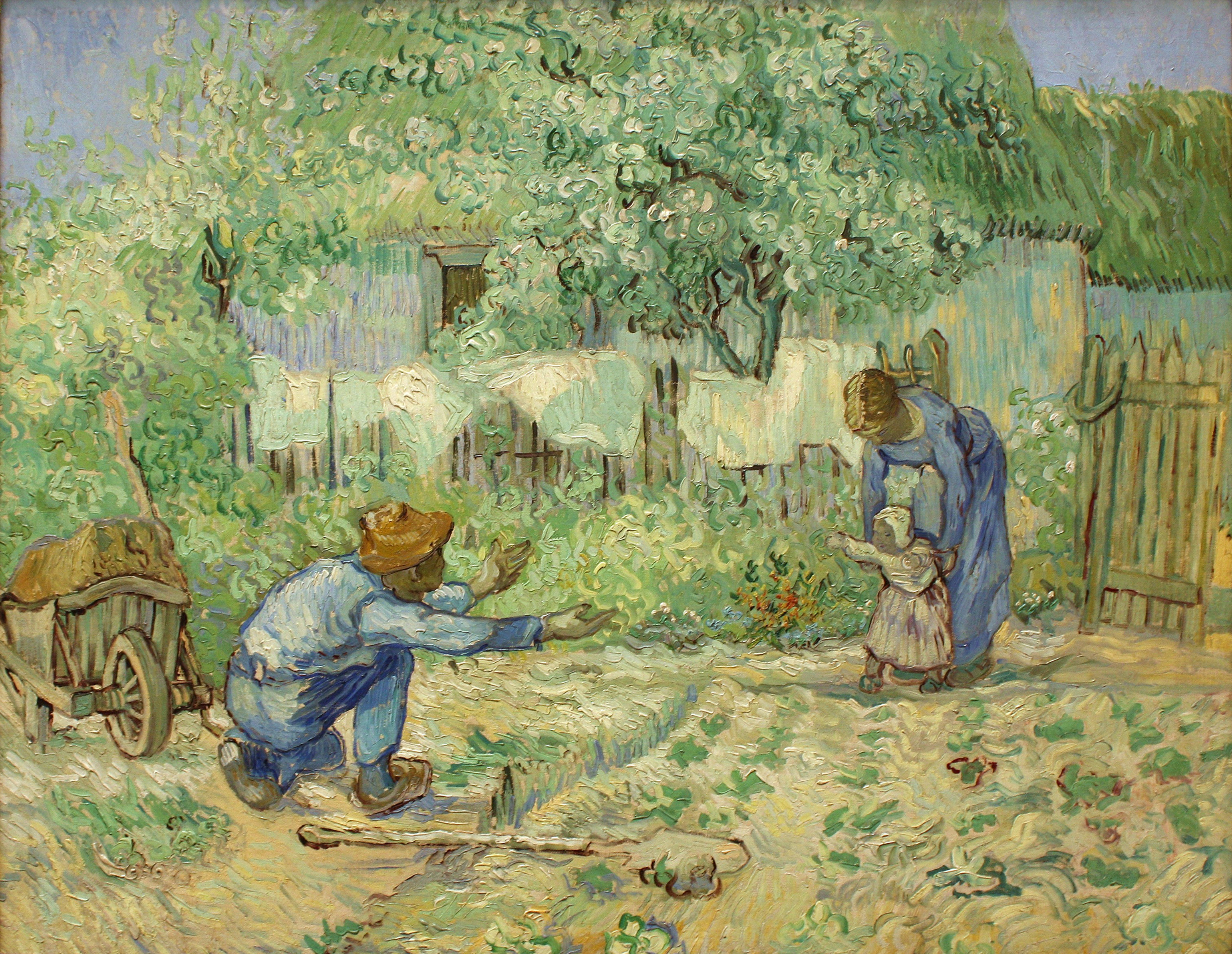
فينسنت فان غوخ, First Steps, after جان فرانسوا ميليه

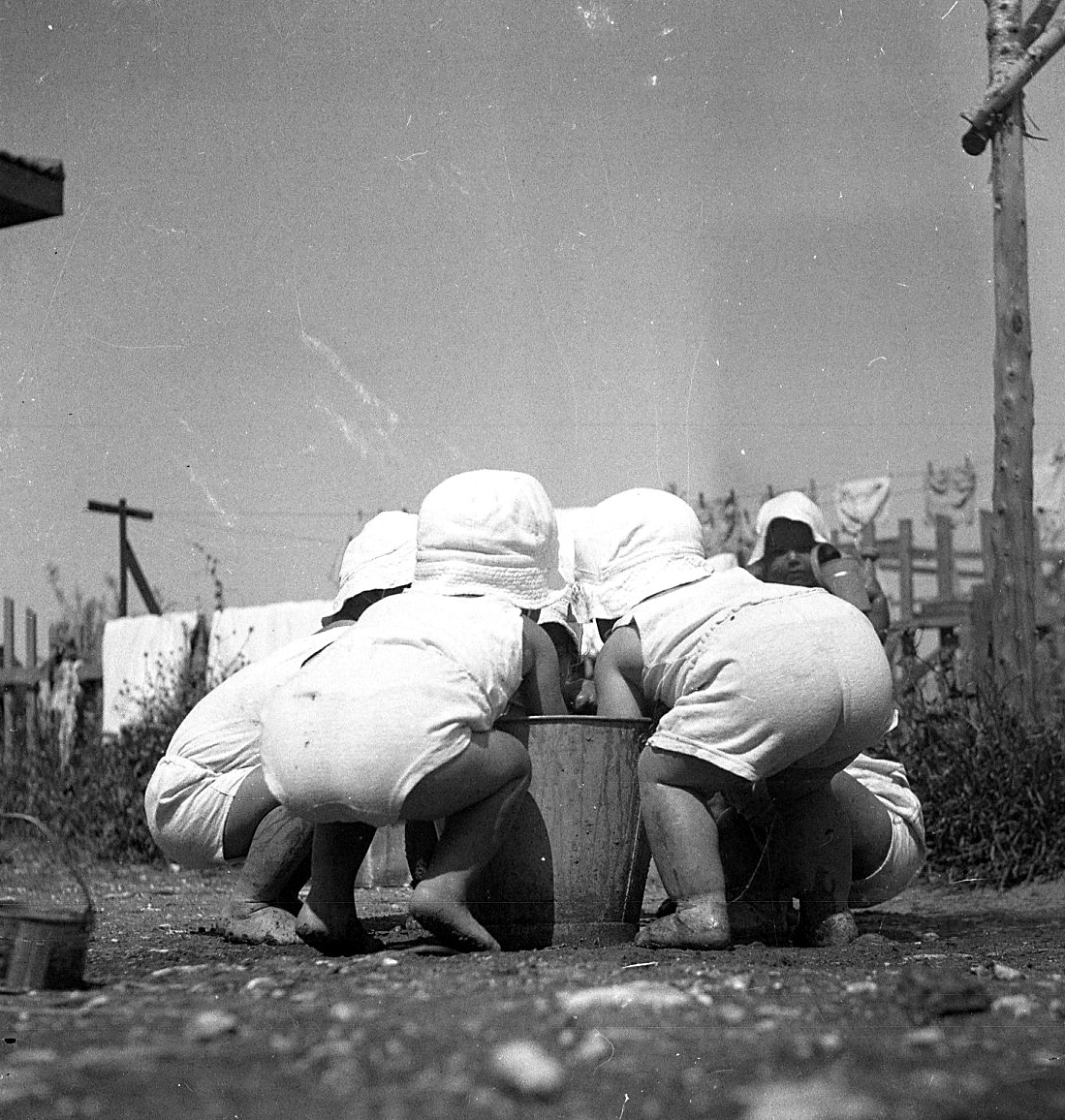
أطفال متهادون في كيبوتس

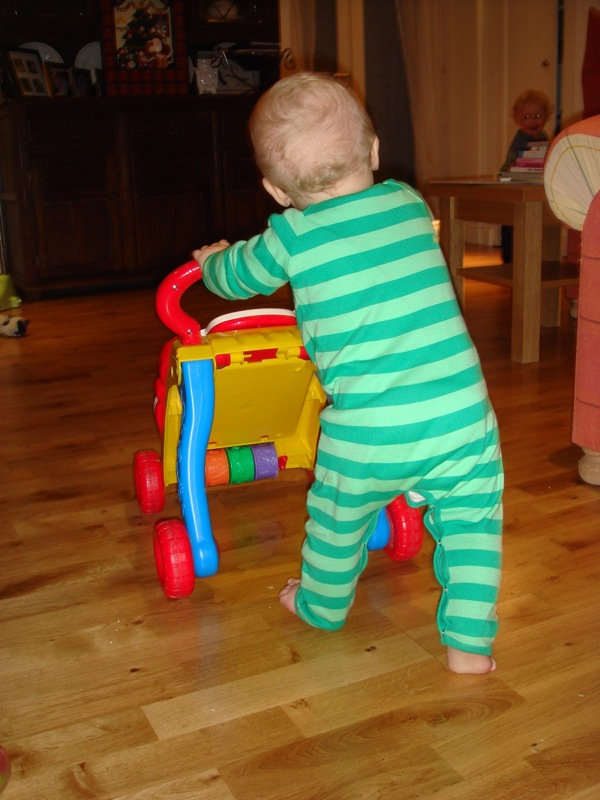
تعلم المشي ودف لعبة بعجلات

يمكن تقسيم فترة نمو الطفل المتهادي إلى عدد من المجالات المترابطة.وهناك توافق معقول للآراء حول ما يلي:
- النموالبدني: نمو أو زيادة الحجم
- النمو الحركي الإجمالي: التحكم بالعضلات الكبيرة التي تساعد على المشي، والركض، والقفز، والتسلق
- النمو الحركي الدقيق: القدرة على التحكم بالعضلات الصغيرة التي تساعد الطفل المتهادي على إطعام نفسه، والرسم، واستخدام الأغراض.
- الإبصار: القدرة على الرؤية من قريب ومن بعيد وتفسير ما يمكن رؤيته.
- السماع والكلام: القدرة على السماع واستقبال المعلومات والانصات (الترجمة الفورية)، والقدرة على فهم وتعلم اللغات واستخدامها في التواصل بصورة فعالة.
- التواصل المجتمعي: القدرة على التفاعل مع العالم الخارجي من خلال اللعب مع الآخرين، وتبادل الأدوار واللعب التخيلي.

على الرغم من كون تفصيل فترات محددة للنمو شيئًا مهمًا، إلا أنه من الضروري إدراك أن النمو يحدث بصورة مستمرة، مع وجود فروق فردية مُعتبرة بين الأطفال. هناك نطاق واسع لما يمكن اعتباره «نموًا طبيعيًا»

## عند عمر سنة

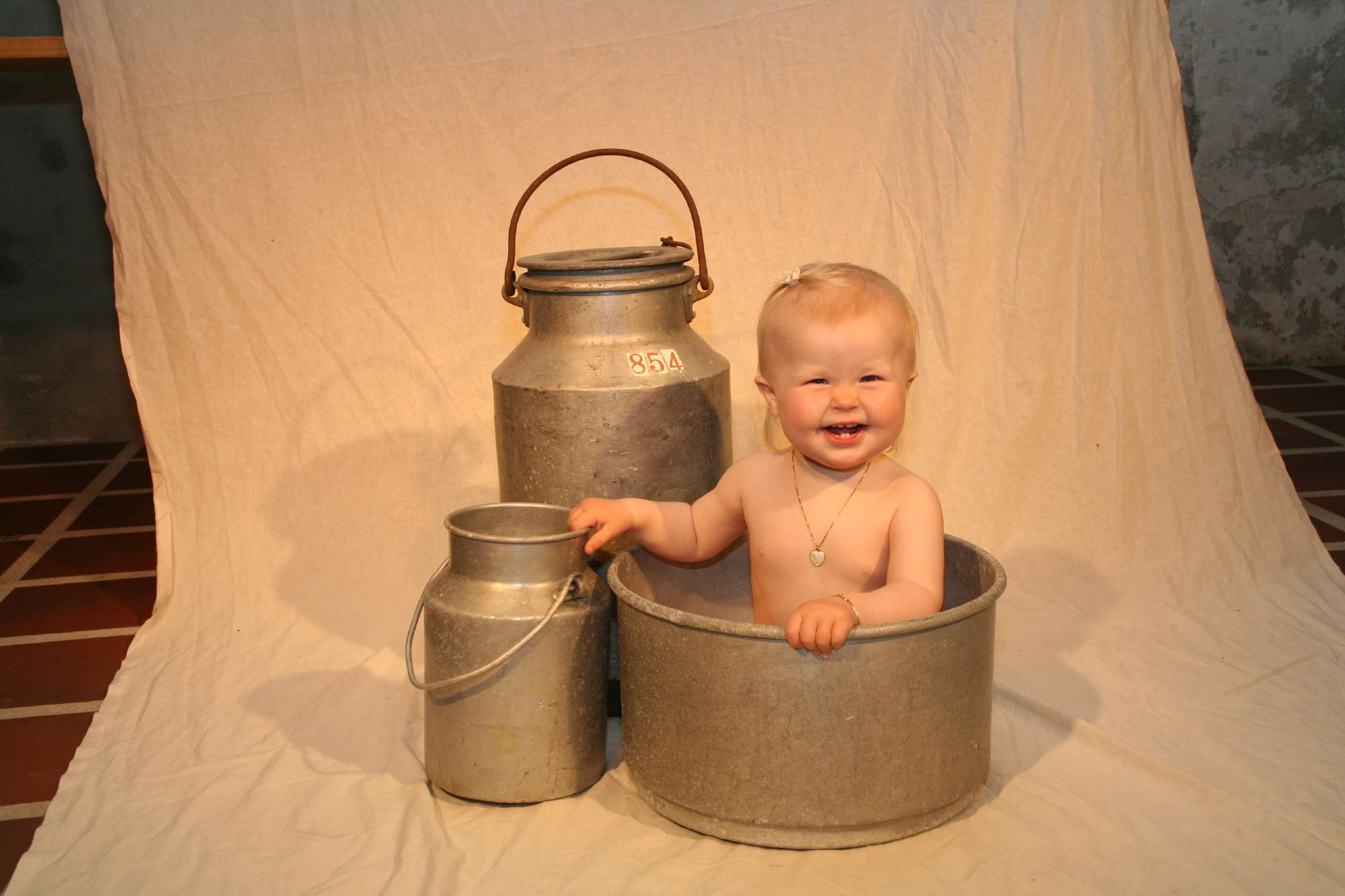
طفل بعم 12 شهر يجلس في دلو

عند عمر سنة، يظهر الطفل المتهادي النموذجي المهارات التالية:

### المهارات البدنية والحركية
- مضاعفة وزن الولادة إلى ثلاث مرات.
- ينمو طوله بمقدار 50% من طول الولادة.
- تنمو لديه من سن إلى ثمانية أسنان.
- يسحب جسمه للوقوف.
- يمشي وحده أو بمساعدة.
- يرص معكبين معًا.
- يقلب صفحات الكتب بتقليب عدة صفحات معًا في المرة.
- يقبض أصابعه كما الكماشة.
- ينام من 8-10 ساعات ليلًا ويأخذ قيلولة أو اثنتين.

### النمو الحِسي والإدراكي
- متابعة جسم متحرك بسرعة.
- القدرة على الاستجابة للأصوات.
- الاستجابة لاسمه أو اسمها.
- فهم العديد من الكلمات.

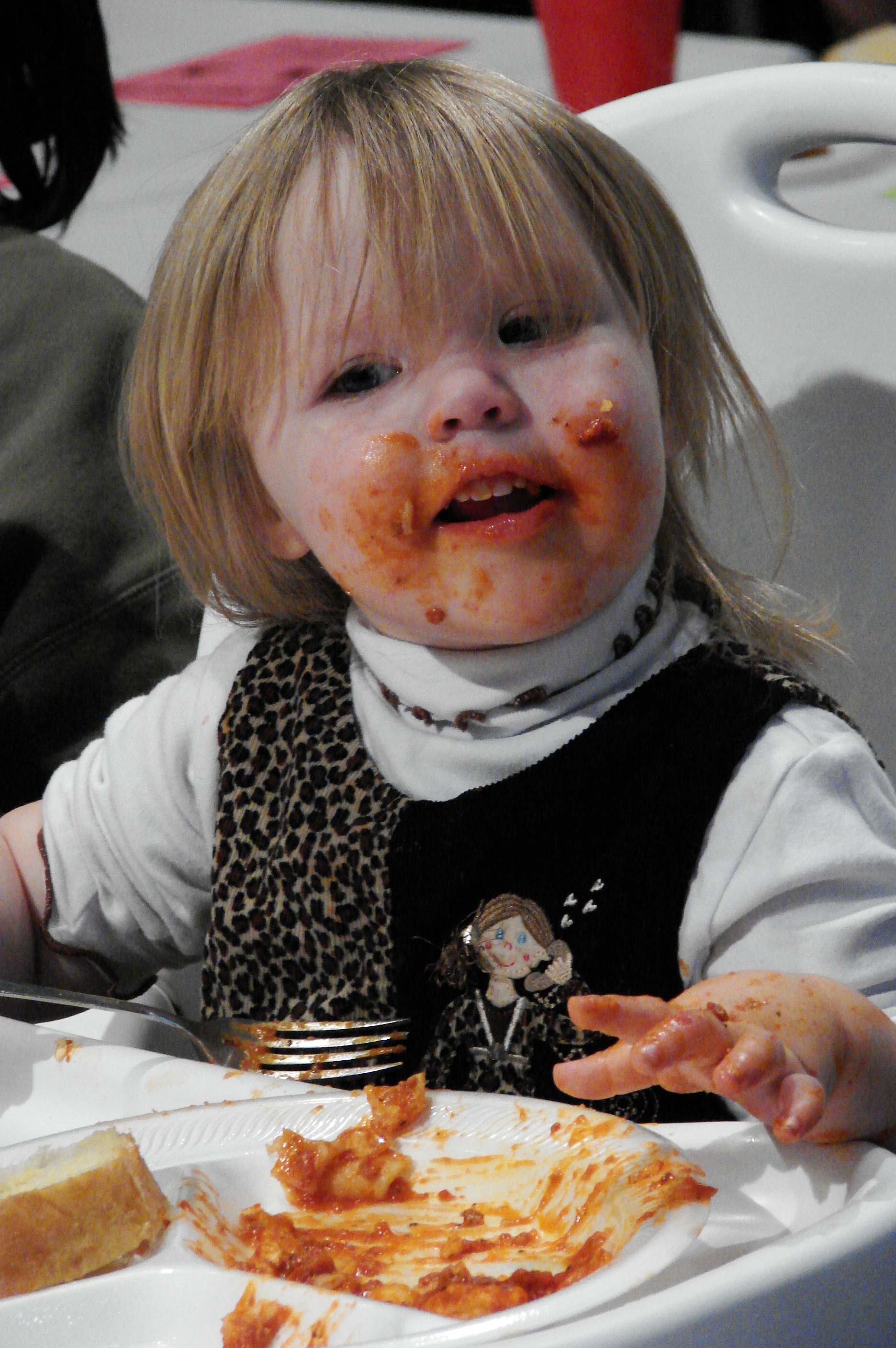
تعلم الأكل باستقلالية

- يستطيع قول ماما، بابا، كلمة أو كلمتين آخرتين على الأقل.
- فهم الأوامر البسيطة.
- محاولة تقليد أصوات الحيوانات.
- ربط الأسماء بالأغراض.
- ادراك استمرارية وجود الأشياء، حتى في حالة عدم رؤيتها (دوام الأغراض).
- الإشارة إلى الأشياء بالسبابة.
- يُلوِح بالوداع.
- امكانية إنشاء ارتباط بلعبة أو غرض ما.
- تجربة قلق الانفصال والتعلق بالوالدين.
- أخذ جولات قصيرة بعيدًا عن الوالدين لاكتشاف الوسط المُحيط المألوف.

## عند عمر سنتين
- الوزن: حوالي11-13 كجم
- الطول: حوالي 80-80 سم
- الأسنان: 12 سن دائم

## عند عمر سنتين ونصف

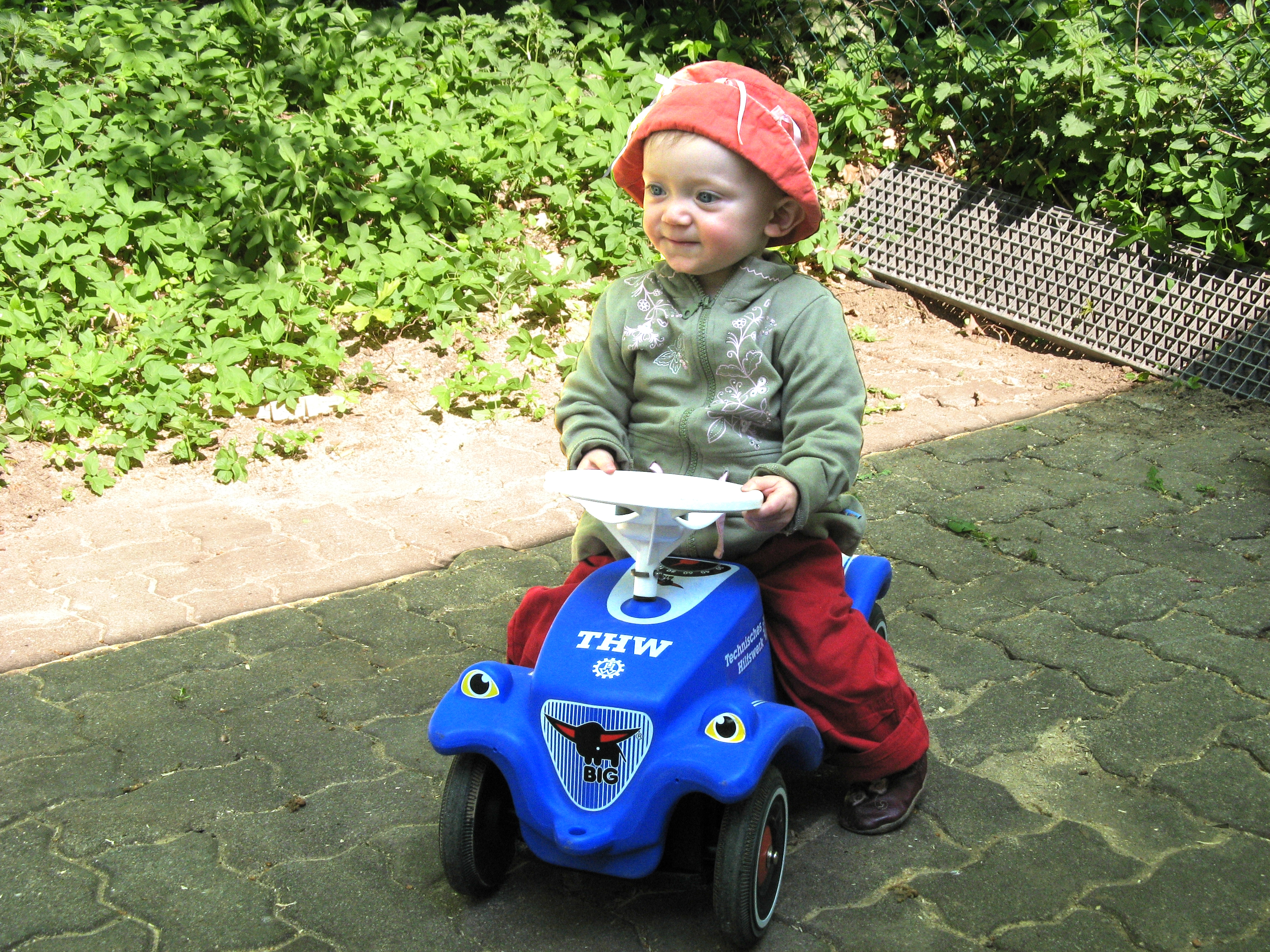
تعلم قيادة سيارة لعبة

- الأسنان: مجموعة كاملة من 20 سن دائم.
- نقص الاحتياج إلى القيلولة.

## التطور الحركي

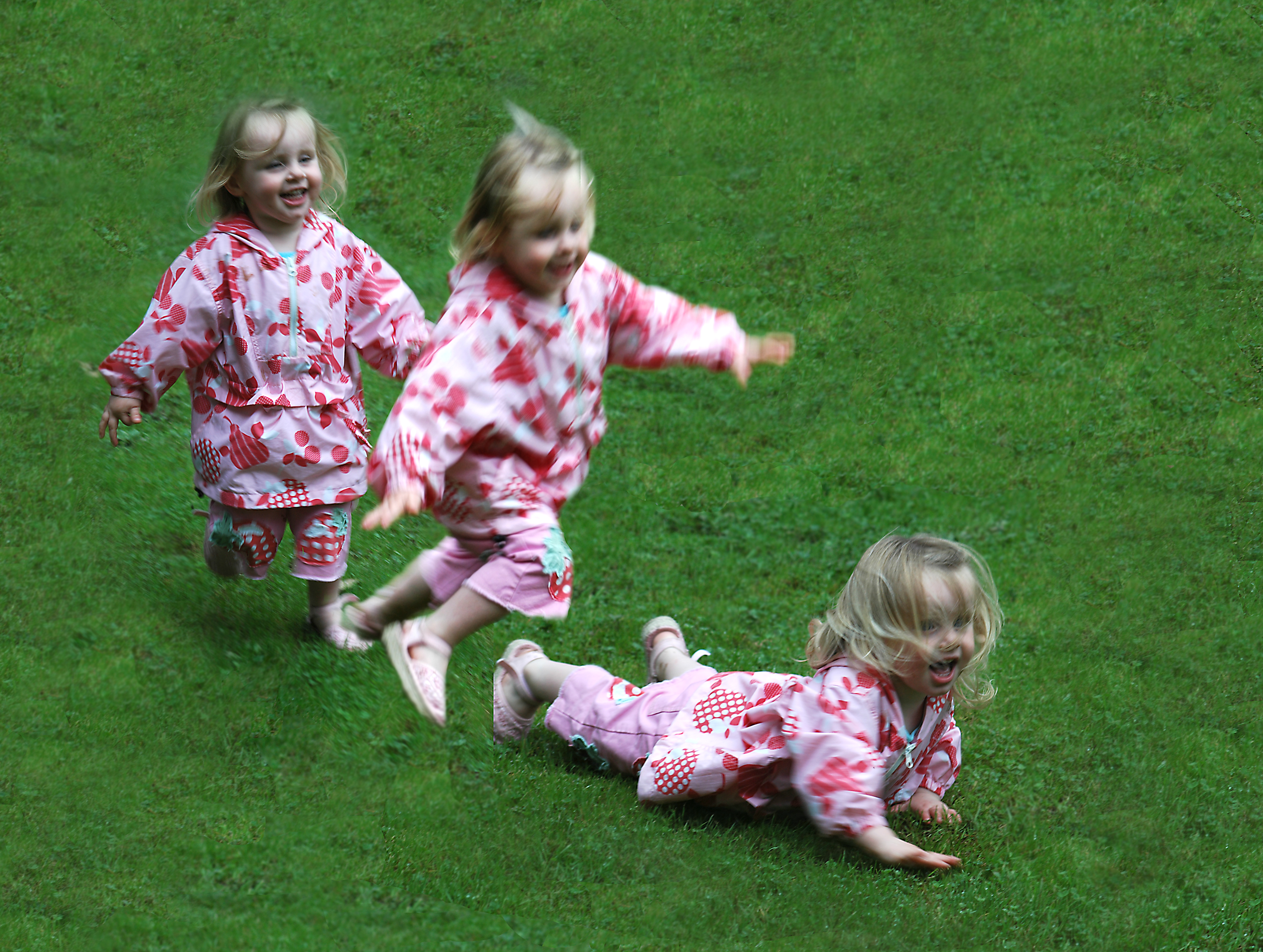
ركض وسقوط

### 14 شهر
- يمشي بدون مساعدة جيدًا مع خطوات واسعة
- يزحف على السلالم
- يبني باستخدام المكعبات
- يشرب من الكوب، يستخدم الملعقة
- يستمتع بالقاء الأشياء بعيدًا ثم التقاطها

### 18 شهر
- يمشي جنبًا إلى جنب وإلى الخلف، يركض جيدًا، يقع بسهولة
- يتسلق أدراج السلم أو الأثات
- يُشخبط بقوة، محاولًا رسم خط مستقيم
- يشرب جيدًا من الكوب، لكن لا يزال يُسقط الطعام من الملعقة

### سنتان
- تُصقل المهات الحركية الإجمالية، ويستطيع الطفل صعود نزول أدراج السلم بكلتا القدمين درجة كل مرة مع الاتكاء على الحاجز
- يبني برجًا من 5 مكعبات
- التحكم بالملعقة بصورة جيدة
- يتعلم استخدام المرحاض بالنهار

## النطق والتنشئة الاجتماعية

### 15 شهر
- يستطيع استخدام 10-15 كلمة
- بقول لا (انظر الكلمات الإقحامية)
- يحدد بلل الحفاضات

### 18 شهر
- يستخدم عبارات مكونة من النعوت والأسماء
- يبدأ في إظهار نوبات الغضب
- يكون شعائريًا جدًا، لديه لعبة أو غطاء مفضل، ومص الإبهام يكون في ذروته

### سنتان
- يكتسب حصيلة مفردات لغوية تصل إلى حوالي 350 كلمة
- يُطيع الأوامر البسيطة
- يخلع ويرتدي الملابس البسيطة بنفسه
- يُظهر علامات الاستقلالية والفردية
- لا يتشارك الممتلكات— كل شيء «خاصتي» كما في «عقيدة الطفل المتهادي»:[5]

" إذا أردت شيئًا، فهو ملكي.

إذا أعطيته لك وغيرت رأيي لاحقًا، فهو ملكي.

إذا استطعت أخذه بعيدًا عنك، فهو ملكي.

إذا امتلكته قليلًا وأنت بعيد، فهو ملكي.

إذا كان ملكي فلا يمكن لأي أحد آخر امتلاكه، بصرف النظر عما يكون.

إذا كنا نبني شيئًا سويًا، فكل القطع ملكي.

إذا كانت تبدو أنها ملكي، فهي ملكي."

—Burton L. White في قصيدته تنشئة طفل سعيد وغي مدلل

### سنتان ونصف
يبدأ النظر إلى نفسه كفرد مستقل؛ ويستمر في النظر إلى الأطفال الآخرين كأشياء

## أحداث التعلم الرئيسة

### التدريب على استعمال المرحاض
1. الجاهزية النفسيه
2. عملية التدريب
3. استجابة الآباء

### اللعب (اللعب الموازي)
- يلعب الطفل بجانب أطفال آخرين دون اللعب معهم
- يلعب بحرية وتلقائية على الأغلب، دون قواعد أو قوانين
- فترة الاهتمام تكون قصيرة جدًا وتغيير اللعب يحدث على فترات متكررة
- تبدأ ألعاب التقليد والتظاهر بنهاية العام الثاني

اللعب: القاء والتقاط الأشياء
اللعب المقترحة:
- الأثاث، الأطباق، أواني الطهي، التليفون، أحاجي القطع الكبيرة، ألعاب التبديل بالدفع، الحصان المتأرجح، ألوان الشمع، أقلام التلوين، ألعاب الدق، المكعبات، ألعاب السحب والدفع، الكرة

## القرفصاء

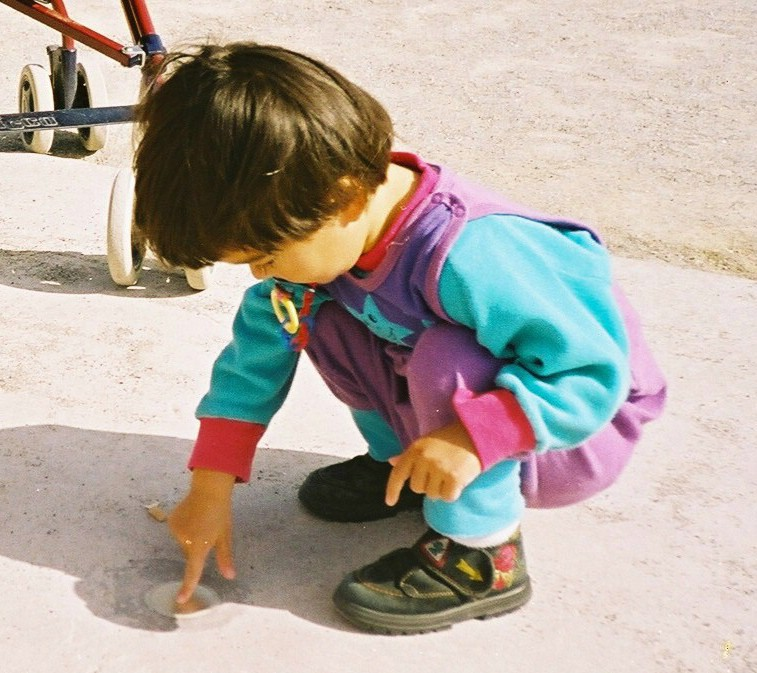
طفل صغير يلعب في وضع القرفصءا في راحة تامة

يتقرفص اللأطفال غريزيًا كحركة مستمرة عند النهوض عندما يرغبون في الانخفاض قرب مستوى الأرض. يمكن مشاهدة الأطفال بأعمار السنة والسنتين ونصف يلعبون في وضع القرفصاء بثبات، مع تباعد الأرجل وعدم لمس المؤخرة للأرض، على الرغم من حاجتهم في الاستعانة بأي شيء للنهوض مجددًا.

## اللغة
التكلم هو المعلم الثاني الذي يعيه الآباء جيدًا. الكلمة الأولى للطفل المتهادي تحدث في الأغلب بحلول الشعر الثاني عشر تقريبًا، لكن هذا في المتوسط. ثم يستمر الطفل في زيادة مفرادته حتى حلول الشهر الثامن عشر حيث تُسرع عملية اكتساب اللغة. يمكن أن يتعلم الطفل 7-9 كلمات تقريبًا. بحلول هذا الوقت، يكون لدى الطفل المتهادي حوالي 50 كلمة. عند الشهر 21، يبدأ الطفل المتهادي في إدراج الجمل ذات الكلمتين في مفرداته، مثل «أنا ذاهب» و«الطفل يلعب». قبل النوم، يستغرق الطفل في مونولوج يسمى حديث السرير حيث يتدرب على مهارات النقاش. عند هذا العمر، يتقن الأطفال إبلاغ ذويهم بحاجاتهم وطلباتهم باستخدام الألفاظ.

## العواطف والصورة الذاتية

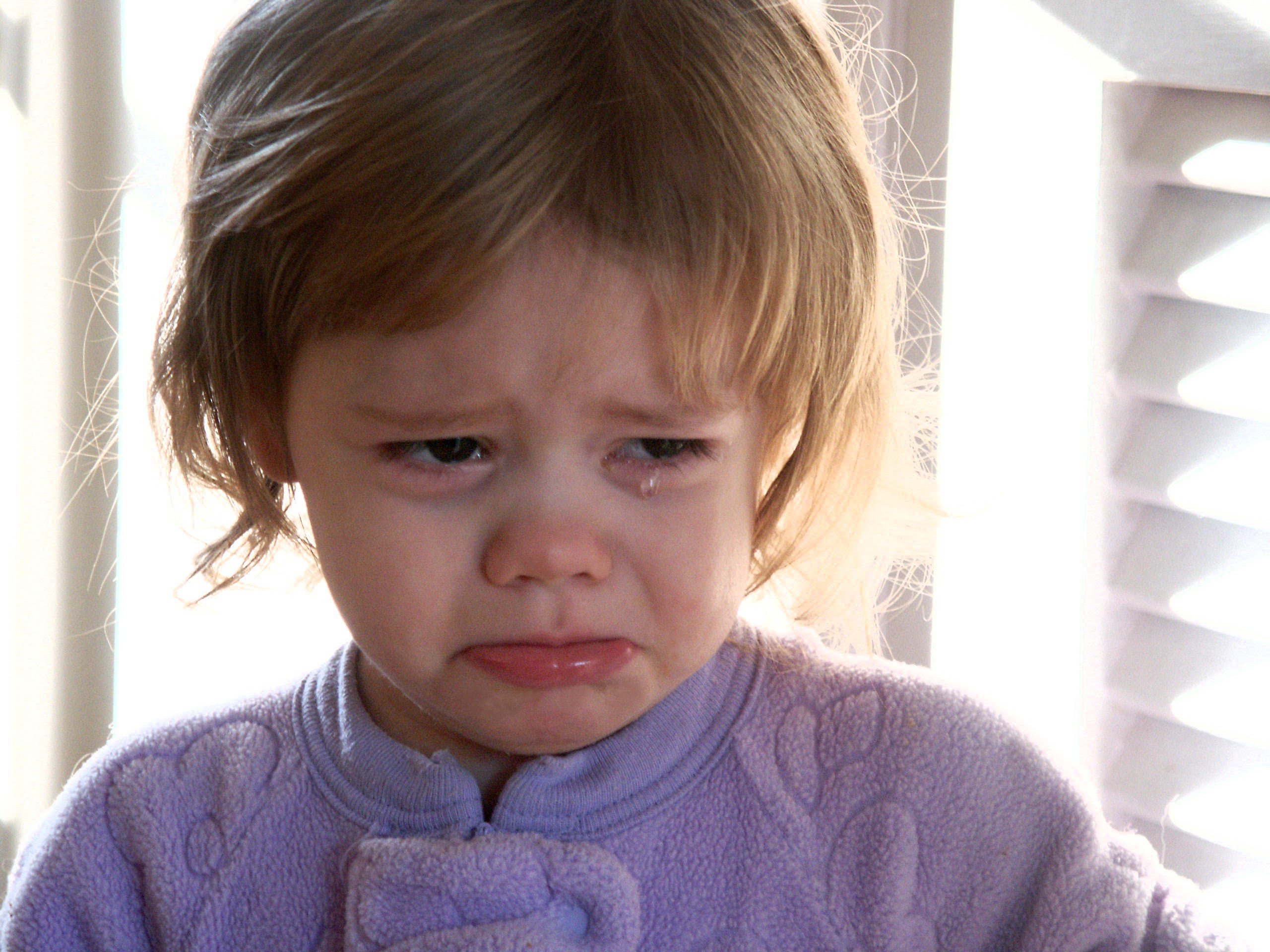
طفلة بعمر 23 شهر تبكي

هناك معالم أخرى عدة في هذه الفترة الزمنية التي قد لا يوليها الآباء اهتمامًا كالمشي والتكلم. اكتساب الطفل القدرة على الإشارة ما يريدك أن تنظر إليه لهو مكسب نفسي عظيم. يحدث هذا عادةً قبل حفل ميلاد الطفل الأول.
يشار إلى هذا السن ب «سن الفزع» بسبب نوبات الغضب التي يشتهر بها الأطفال في هذا السن. تبدأ هذه المحلة مبكرًا في عمر التاسعة معتمدةً على الطفل والوسط المحيط به. يصاب الأطفال بنوبات الغضب بسبب مشاعرهم القوية التي لا يعرفون السبيل إلى التعبير عنها كما يفعل الأطفال اللأكبر سنًا منهم والبالغون. كما أنهم قد يظهرون نوبات الغضب كي يُشعروا الآخين أنهم أحرار ويفعلون ما يشاؤؤون. يكتشف الأطفال أن لهم كيان منفصل عن ذويهم ويختبرون حدودهم الشخصية في تعلم كيف يّدار العالم من حولهم.
على الرغم من كون الأطفال المتهادين في مرحلة الاستكشاف، فمن المهم جدًا إدراك أن الطرق التي يستخدمها الآباء في التواصل مع أبنائهم يمكن إما أن تُثير أو تُهدأ نوبة الغضب. أظهر أحد البحوث أن اللآباء الذين عوملوا بقسوة، أو تعرضوا للعنف أو أي من الأمراض النفسية المتصلة يجدون صعوبة خاصة في الاستجابة بحساسية وبطريقة مناسبة تنمويًا لنوبات غضب أطفالهم المتهادين وبما يحتاجون إلى الاستاة الصحية والنفسية للطفل والوالد. العمر بين الثانية والخامسة حيث يبحث الصغا عن الاستقلالية هو نفس ما يحدث عند فترة المراهقة.
إدراك الذات معلم آخر يساعد الآبا على فهم كيفية تفاعل الصغار. فبحلول الشهر الثامن عشر، يبدأ الأطفال في إدراك كينونتهم ككائن حي منفصل له أفكاره وتصرفاته الخاصة. يمكن للوالد أن يختبر هذا المعلم من خلال ملاحظة إذا ما كان الطفل يدرك أن انعكاسه في المرآة هو نفسه في الحقيقة. يتم هذا باستخدام اختبار أحمر الشفاة: بوضع أحمر الشفاة على وجه الطفل ويُروهم انعكاسهم في المرآة.إذا وضع الطفل يده على العلامة في حالة رؤيتها على وجهه، فبذلك يكون هذا المعلم متطورًا لديه.بجانب إدراك الذات تتطور لديهم مشاعر الشعور بالحرج والفخر التي لم يتعرضوا لها مسبقًا.

## نظرة عامة
يظهر الخط الزمني لتطور الأطفال المتهادين ماذا يستطيع الصغير أن يفعله عند كل عمر. فالأعمار تختلف بشدة من صغير لآخر. ومن الشائع أن يبرع الصغير في مهارة معينة كالمشي قبل مهارات أخرى، كالتكلم.حتى الأقرباء يتفاوتون فيما بينهم في أعمار تطور معالم النمو الرئيسة.
| السن         | النمو البدني | النمو العقلي | النمو العاطفي |
| ------------ | --- | --- | --- |
| 12–14 شهر    | - يمشي وحده جيدًا. - يشرب من الكوب (دون إتقان) - يقلب الصفحات في الكتب (بضعة أوراق في المرة). - يلعب الكرة بدحرجتها أو قذفها. | - يستخدم كلمة أو كلمتين ذات مقطع كالكرة أو كوكيز. - يتبع أمرًا بسيطًا باستخدام ايماءات لها صلة، مثل جلب الكوب عند الإشارة إليه وقول"اجلب لي الكوب من فضلك"                                                                                   | - استخدام الايماءات أو الكلمات في الإبلاغ عن الأشياء، مثل: الإشارة إلى الكتب، رفع أو خفض الأذرع، أو قول "كوب" - تقليد الحركات مثل تغطية العينين عند لعب كشف وتغطية الوجه Peekaboo.                                                                    |
| 15–18 شهر    | - يمسك أقلام التلوين الشمعية جيدًا للشخبطة. - رفع الكوب عاليًا للشرب. - تسلق الأثاث.                                           | - يستخدم 10-20 كلمة. - يستطيع اتباع الأوامر دون ايماءات. - رص مكعبين. | - مخاطبة اللآخرين وتحيتهم. - تقليد أنشطة اللآباء كالتنظيف والتحدث في التليفون. |
| 19–24 شهر    | - يطعم نفسه باستخدام الملعقة. - يركض. - يتسلق كرسي صغير الحجم. - يصعد أدراج السلم. - يرتدي ملابسه: يحب ارتداء وخلع الملابس.  | - يتكلم ب 20-50 كلمة، ويفهم المزيد قليلًا. - يرص ست مكعبات. - يفهم العلاقات الغير مادية مثل إضاءة الأنوار أو ضغط الأزرار. - تصنيف الألعاب. - البحث عن الأشيا المخبأة. - حل المشاكل بالتجربة.                                                | - يرغب في الاستقلال. يمكن أن يبدأ نوبات الغضب واحتمالية استخدام "لا". - يقلد االسلوكيات المجتمعية كحضن الدبدوب أو إطعام الدمية. - إدراك الذات. - يُظهر التعلق. - اضطراب قلق الانفصال. - يلعب ألعاب تبادل الأدوار. - يُبدي جاهزية لتعلم استخدام المرحاض. |
| 25–36 months | - تحركات متطورة مهارات التسلق. - البراعة في استخدام الأشياء الصغيرة والأحاجي - القدرة على مخاطبة الذات                       | - التحدث في جمل. - القدرة على الاستقلال عن قدم الرعاية الأولية. - تعلم الكلمات الجديدة والأماكن وأسما الآخرين بسهولة. - توقع الأعمال الروتينية. - استمرار تعلم استخدام المرحاض. - اللعب بالألعاب بطيقة خيالية. - محاولة الغناء مع الأغاني. | - تمييز الأولاد من البنات. - إظهار التفضيلات، مثل الملابس ووسائل الترفيه. - معرفة لعب مختلف الألعاب. |